# Europäischer Tag der Parke
Der Europäische Tag der Parke (englisch European Day of Parks) findet seit 1999 jährlich am und um den 24. Mai statt. Aufgaben und Ziele der Parke sollen einer breiten Öffentlichkeit durch verschiedenste Angebote näher gebracht werden. In Deutschland bezieht sich der Begriff „Parke“ bei diesem Aktionstag auf Biosphärenreservate, Nationalparke und Naturparke. Ausrufer ist die EUROPARC Federation, als „Dachorganisation der Nationalen Naturlandschaften“. Veranstalter des jährlich unter einem anderen Motto stehenden Aktionstages sind die Verwaltungen der Parke, es können aber auch unabhängige Gruppen oder Einzelpersonen sein.

## Entstehung
Am 24. Mai 1909 wurden in Schweden neun Nationalparke als erste Schutzgebiete dieser Art in Europa ausgewiesen. Diese Großschutzgebiete waren somit nach dem Vorbild der US-amerikanischen Nationalparke gesetzlich weitgehend geschützt gegen menschliche Eingriffe wie Straßenbau oder Rohstoffabbau. Andere Naturschutz-Kategorien für Großschutzgebiete kamen seitdem hinzu, in Deutschland das Biosphärenreservat (das in den Bundesländern abweichend bezeichnet werden kann) und der Naturpark. Um den Schutzstatus der einzelnen Kategorien international zu harmonisieren, wurden 1999 die IUCN-Richtlinien für Management-Kategorien von Schutzgebieten von EUROPARC auf Europa angepasst. Die Großschutzgebiete werden von EUROPARC Deutschland unter dem Überbegriff Nationale Naturlandschaften zusammengefasst. Diese Gemeinsamkeit soll daneben beispielsweise durch einen identischen Aufbau der Logos (Kreis mit Außenring und gefülltem Innenkreis, Unterscheidung nur über die Farbe) und (seit 1999) den Europäischen Tag der Parke erreicht werden, der in Deutschland oft verkürzt „Tag der Parke“ genannt wird.